# Streptococcus
Streptococcus (nome científico em latim, do grego στρεπτό κοκκος, traços de grãos) ou estreptococos (nome vernáculo) são um gênero de bactérias com forma de coco gram-positivas que podem causar doenças no ser humano. A maioria das espécies no entanto é inofensiva. A sua divisão celular ocorre ao longo de um único eixo, de tal modo que crescem em cadeias ou pares, de onde provém a raiz inicial do seu nome (do grego στρεπτος streptos, que significa dobrado ou torcido, como uma corrente, ou cadeia torcida). Isto diferencia-os dos estafilococos, que se dividem ao longo de vários eixos e formam grupos em forma de feixes em vez de cadeias. A maioria dos estreptococos é oxidase negativa e catalase negativa, e muitos são anaeróbios facultativos. São capazes de produzir toxinas, uma das quais, a estreptolisina (contada pelo teste ASLO ou título de antiestreptolisina), é capaz de destruir os glóbulos vermelhos. Essa característica permite classificá-los de acordo com o tipo de hemólise que proporcionam quando cultivados em placas de ágar sangue. Uma segunda classificação de A a U, atribuída a Lancefield, é baseada nas diferentes propriedades antigênicas da sua membrana.
Em 1984, muitos organismos anteriormente considerados Streptococcus foram separados e movidos para os géneros Enterococcus e Lactococcus.

## Características gerais
São cocos que se agrupam em colônias em pares ou curtas (em meio sólido) ou longas ou agrupadas (em caldo). Suas dimensões variam de 0,6 a 1 mcm. Com técnica Gram, as características da sua parede celular, com parede celular grossa e membrana simples, determinam coloração roxa (Gram-positiva). São imóveis (com poucas exceções), já que não possuem órgãos de locomoção (como flagelos). Não produzem catalase, sendo, portanto catalase-negativos, uma distinção importante contra os Staphylococcus(apesar de haver espécies de Staphylococcus catalase negativos). Esse gênero é oxidase negativo e algumas espécies possuem cápsula na fase decrescimento logaritmo e estacionária.
A maioria das espécies é anaeróbia facultativa e algumas crescem somente em atmosfera enriquecida com dióxido de carbono (crescimento capnofílico).
São bactérias homofermentativas (produzem apenas um produto final durante a fermentação) produtoras de ácido lático. São anaeróbias. Entretanto, diferentes de muitos microrganismos anaeróbios, as bactérias produtoras de ácido láctico não são sensíveis ao O2, portanto podem crescer na presença de oxigênio, sendo definidas como anaeróbias facultativas.

## Classificação
Os estreptococos são classificados de acordo com a sua capacidade de provocar lise (morte celular) em eritrócitos, em alfa (hemólise incompleta), beta (hemólise total) ou gama (nenhuma hemolise)-hemolítico.
Em 1933, Rebecca Lancefield, trabalhando com o teste de precipitação utilizou diferenças antigênicas para estabelecer 6 grupos (A até E e N).
Os antígenos (polissacarídeo e carboidrato) utilizados no sistema de agrupamento de Lancefield estão localizados na parede celular (grupos: A, B, C, E, F, G, H e K). Nos grupos D e N estes antígenos são ácidos teicóicos, localizando-se entre a parede e a membrana celular.
Nos grupos B e C estão contidos a maioria dos estreptococos de importância animal
1. Grupo A:Streptococcus pyogenes é o mais importante: beta-hemolítico frequentemente causa a faringite estreptocócica, escarlatina, impetigo (infecção de pele), celulite, fasciíte necrosante e choque séptico.[3]
2. Grupo B:Streptococcus agalactiae: pode ser beta ou gama-hemolítico. Causa meningite em recém-nascidos e infecção associada a diabetes em idosos.[4]
3. Streptococcus pneumoniae ou pneumococo: são alfa-hemolítico, causam pneumonia.
4. Streptococcus viridans: não são uma espécie, mas antes um grupo delas de características muito similares. São frequentes nos dentes e podem causar abcessos dentários ou endocardite. Uma espécie é o Streptococcus mutans que pode causar cáries devido à produção de ácidos que danificam o esmalte.

## Epidemiologia
Fazem parte da microbiota normal da boca, pele, intestino ou trato respiratório superior.
Podem ser passados de pessoa por pessoa por contacto com pessoas ou com objeto. São destruídos por detergentes e sabão mas são resistentes à desidratação, podendo aguentar períodos muito longos. Outras formas de transmissão incluem espirros e tosse.

## Infecções em humanos
As infecções estreptocócicas, também denominadas estreptococias, são causadas por bactérias Gram-positivas denominadas estreptococos. As várias cepas patogênicas de estreptococos são agrupadas de acordo com seu comportamento, suas características químicas e seu aspecto. Cada grupo tende a produzir tipos específicos de infecções, sinais clínicos e sintomas.

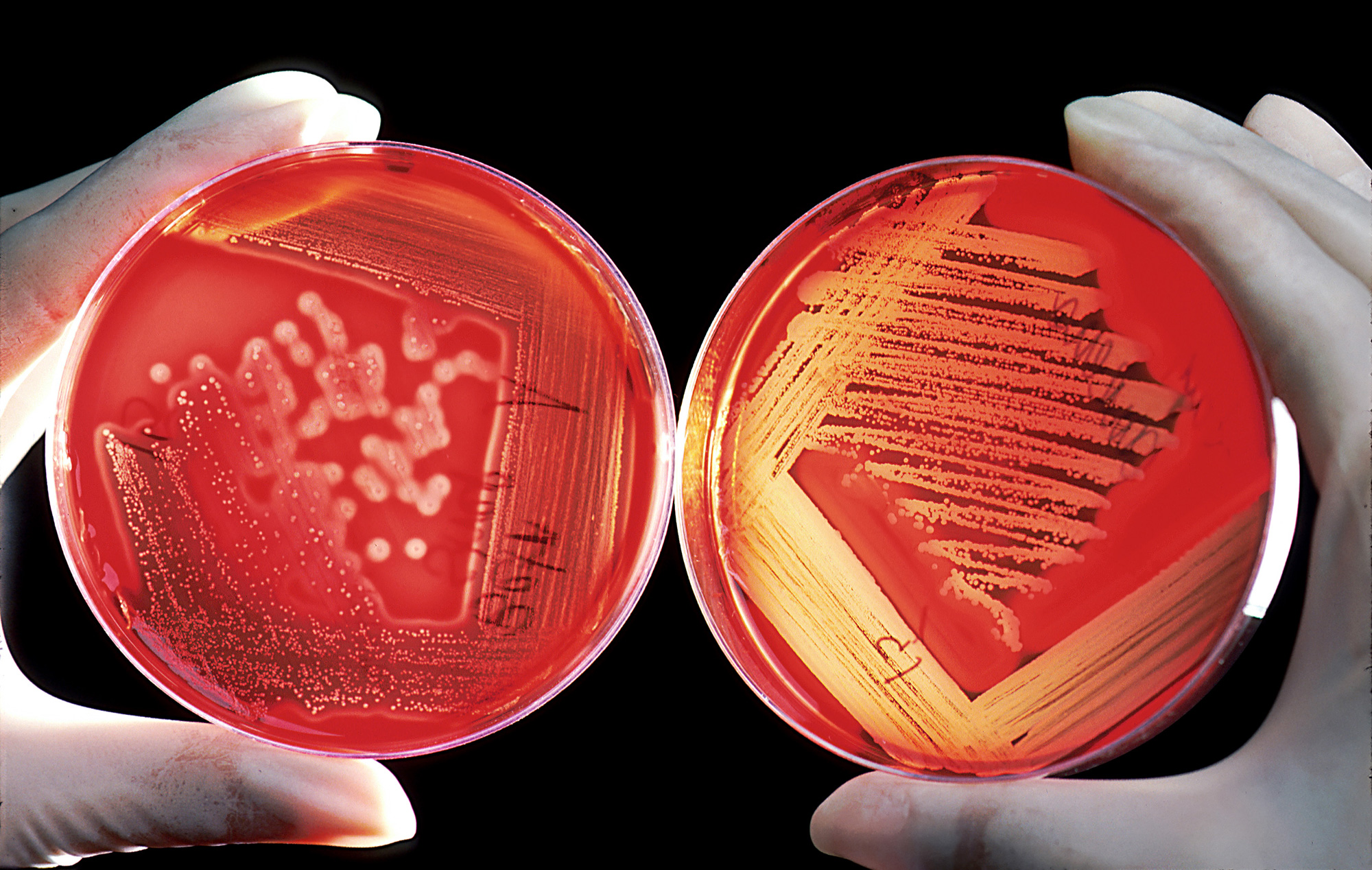
Hemácias em uma placa de Petri são utilizadas para o diagnóstico de infecção. A placa da esquerda mostra uma infecção por estafilococos e a da direita, por estreptococos.

- Os estreptococos do grupo A são as espécies mais patogênicas para o ser humano, embora o mesmo seja o seu hospedeiro natural. Podem causar infecção estreptocócica da orofaringe, tonsilite, infecções de feridas e da pele (piodermite), septicemia (infecções do sangue), escarlatina, pneumonia. Esse grupo pode causar infecções não supurativas como reumatismos, Coréia de Sydenham (Dança de São Vito) e glomerulonefrite difusa aguda. Podem inclusive causar a morte do indivíduo acometido em cerca de 1 mês. Cientistas descobriram, em 2019, uma linhagem chamada M1UK que causa infecções na faringite.[5]
- Os estreptococos do grupo B causam mais frequentemente infecções perigosas nos recém-nascidos (ex: sépsis neonatal) e infecções articulares (artrite séptica) e cardíacas (endocardite). O S. agalactiae pode colonizar assintomaticamente o trato genital da mulher e provocar a infecção de recém-nascidos.[6]
- Os estreptococos dos grupos C e G frequentemente são transportados por animais, mas também crescem na orofaringe, no intestino, na vagina e no tecido cutâneo do ser humano. Esses estreptococos podem causar infecções graves, como a faringite estreptocócica, pneumonia, infecções cutâneas, sépsis pós-parto e neonatal, endocardite e artrite séptica. Após uma infecção por uma dessas bactérias, pode ocorrer inflamação dos rins.
- Os estreptococos do grupo D e os enterococos crescem normalmente no trato digestivo baixo, na vagina e na pele adjacente. Eles também podem causar infecções de feridas e de válvulas cardíacas, da bexiga, do abdômen e do sangue. As infecções causadas por determinados tipos de estreptococos podem causar uma reação auto-imune na qual o organismo ataca seus próprios tecidos. Essas reações podem ocorrer após uma infecção (ex: faringite) e pode acarretar a moléstia reumática, a coréia e a glomerulonefrite.

## Infecções em animais
Entre as infecções causadas por esse gênero, destacam-se como importantes causa de mastites em bovinos, de garrotilho e outras doenças nos equinos. Em suínos, relacionam-se principalmente como causas  de meningoencefalites, artrites, endocardites e linfadenite. Em menor frequência causam septicemia em aves e infecções respiratórias em gatos e cães novos.

## Características dos meios de cultura
Os membros desse gênero são exigentes em relação as suas necessidades nutritivas.
Não crescem em meios com extrato de carne ou podem ter crescimento pobre mesmo no infuso, a menos que seja enriquecido com sangue ou soro. Agar infuso de carne equina é um bom meio para isolamento dos estreptococos animais. O meio de Todd-Hewitt é um excelente meio líquido.
As cepas de estreptococos produzem colônias translúcidas, pequenas e com aproximadamente 1mm de diâmetro, em meio sólido.  A superfície do crescimento é lisa, brilhante e com contorno circular. As colônias crescidas mais profundamente no agar são lenticulares. As colônias crescidas em meio fluido podem ser globulares e dificilmente visíveis a olho nu.
A maioria dos estreptococos cresce bem em aerobiose e anaerobiose, porém há estirpes que crescem apenas em anaerobiose. A temperatura ideal de crescimento varia de -10 °C a 45 °C.
São incapazes de sintetizar compostos heme. Não possuem condições de sintetizar citocromo, sendo incapazes de produzir fosforilação oxidativa por meio da cadeia de transporte de elétrons por meio do sistema citocromo.